# Agrotis hoggari
Agrotis hoggari là một loài bướm đêm trong họ Noctuidae.